# Fimbrethil
Fimbrethil, también conocida como «Miembros de junco, de los pies ligeros» (Wandlimb the lightfooted en el original en inglés) es un personaje de la novela El Señor de los Anillos, del escritor británico J. R. R. Tolkien. Se trata de una ent-mujer, la única de nombre conocido, esposa desaparecida mucho tiempo atrás del ent llamado Bárbol o Fangorn.

## Etimología y significado del nombre
Fimbrethil es un nombre sindarin, que significa «Haya Esbelta» (fim- = «esbelta», «delgada» + brethil = «haya», Fagus sylvatica), según los Apéndices de El Señor de los Anillos, o «Abedul Esbelto» (fim- = «esbelta», «delgada» + brethil = «abedul plateado», Betula pendula), según los apéndices de El Silmarillion. En el inglés original el nombre de ambas especies arbóreas es muy similar (beech tree, «haya»; y birch tree, «abedul plateado»), y no existe el problema de su género gramatical, por lo que no es extraño que Tolkien alternara entre ambos.
En ciertos escritos, Tolkien también asignó el significado «haya» a la raíz quenya o noldorin beréth-, de la que derivaría brethil- en sindarin. No confundir con la raíz sindarin bereth-, que significa «esposa» o «reina».

## Descripción
Fimbrethil es una ent-mujer, es decir, una hembra de la raza de los ents. Según la descripción dada por el personaje de Bárbol, era muy hermosa a sus ojos, pero ya entrada en edad, y marcada por el tiempo y el trabajo: encorvada y tostada por el sol. Su cabello era dorado como espigas maduras, y sus mejillas rojas como manzanas.

## Historia
Según narra Bárbol en la novela, él y Fimbrethil eran pareja y amantes desde antes incluso de que Morgoth ejerciera su poder al inicio de los tiempos. Durante las Edades de las Estrellas, Fimbrethil y las otras ent-mujeres vivieron con los ents varones juntos y en armonía. Sin embargo, más adelante, durante las Edades del Sol, los ents varones prefirieron vivir en bosques densos y frondosos, mientras que las ent-mujeres fueron a tierras más abiertas al este del Anduin y cuidaron de árboles frutales, arbustos y hierbas. Durante un tiempo todo fue bien así, pero cuando Bárbol fue a buscar allí a Fimbrethil en la época de la Guerra de la Última Alianza, durante la Segunda Edad del Sol, se encontró con que las fuerzas de Sauron habían destruido los jardines donde habitaban las ent-mujeres, transformándolos en las inhóspitas Tierras Brunas; y con que Fimbrethil, junto con el resto de las ent-mujeres, había desaparecido.
En la época en la que discurre la acción de la novela, Fangorn llevaba sin saber nada de Fimbrethil más de tres mil años. Tolkien nunca desveló a ciencia cierta lo que les había ocurrido a las ent-mujeres: si habían perecido ante la estrategia de tierra quemada de Sauron, si habían quedado cautivas o si habían errado hacia el lejano Este, aunque en alguna de sus cartas insinuó estas posibilidades.